# رينيه هوبير
رينيه هوبير هو مصمم أزياء تقليدية سويسري، ولد في 7 أكتوبر 1895 في فراونفيلد في سويسرا، وتوفي في 5 يونيو 1976 في زيورخ في سويسرا.

## وصلات خارجية
- رينيه هوبير على موقع IMDb (الإنجليزية)
- رينيه هوبير على موقع ألو سيني (الفرنسية)
- رينيه هوبير على موقع أول موفي (الإنجليزية)
- رينيه هوبير على موقع قاعدة بيانات الأفلام السويدية (السويدية)
- رينيه هوبير على موقع قاعدة بيانات الفيلم (الإنجليزية)
- رينيه هوبير على موقع كينوبويسك (الروسية)